# Jorge Antonio Guerrero
Jorge Antonio Guerrero Martínez (Ciudad de México, 28 de junio de 1993) es un actor mexicano de cine y teatro. Reconocido por su participación en la serie Luis Miguel donde interpretó al Cadete Tello y por su papel como Fermín en Roma de Alfonso Cuarón.

## Biografía
Guerrero Martínez, nació en la Ciudad de México el 11 de agosto de 1987, estudió literatura y teatro en la Unidad Iztapalapa de la Universidad Autónoma Metropolitana, participando en obras de teatro independiente en sitios como la Cátedra Bergman, CasAzul, la Casa del Lago y el Festival Internacional de Teatro Universitario de la UNAM. Tiene experiencia en box y artes marciales, las cuales comenzó a practicar con mayor frecuencia tras el fallecimiento de su padre. Como actor de teatro realizó en 2016 la puesta en escena "Érase una vez Godínez", presentada en México bajo la dirección de Yaride Rizk. Ese mismo año inició su participación en el rodaje de Roma de Alfonso Cuarón.
En diciembre de 2018 fue fotografiado por Colin Dodgson para la revista estadounidense Vogue.

## Filmografía

### Televisión
| Año  | Título                         | Personaje         | Cadena                        |
| ---- | ------------------------------ | ----------------- | ----------------------------- |
| 2019 | Hernan                         | Xicoténcatl       | Azteca 7 / Amazon Prime Video |
| 2019 | Sitiados: México               | Tonahuac          | FOX                           |
| 2019 | Historia de un Crimen: Colosio | Mario Aburto      | Netflix                       |
| 2018 | Luis Miguel                    | Cadete Tello      | Telemundo                     |
| 2018 | Narcos: México                 | Narcotraficante   | Netflix                       |
| 2021 | La venganza de las Juanas      | Detective Lorenzo | Netflix                       |

## Cine
| Año  | Título  | Personaje | Director        | Nota         |
| ---- | ------- | --------- | --------------- | ------------ |
| 2018 | Roma    | Fermín    | Alfonso Cuarón  |              |
| 2017 | Réquiem |           | Samuel Olivares | Cortometraje |

## Vídeos musicales
2019 — Modelo en vídeo musical de Los Angeles Azules junto a Belinda, Lalo Ebratt y Horacio Palencia